# Gouvernorat de Tafilah
Le gouvernorat de Tafilah est un des douze gouvernorats de la Jordanie.

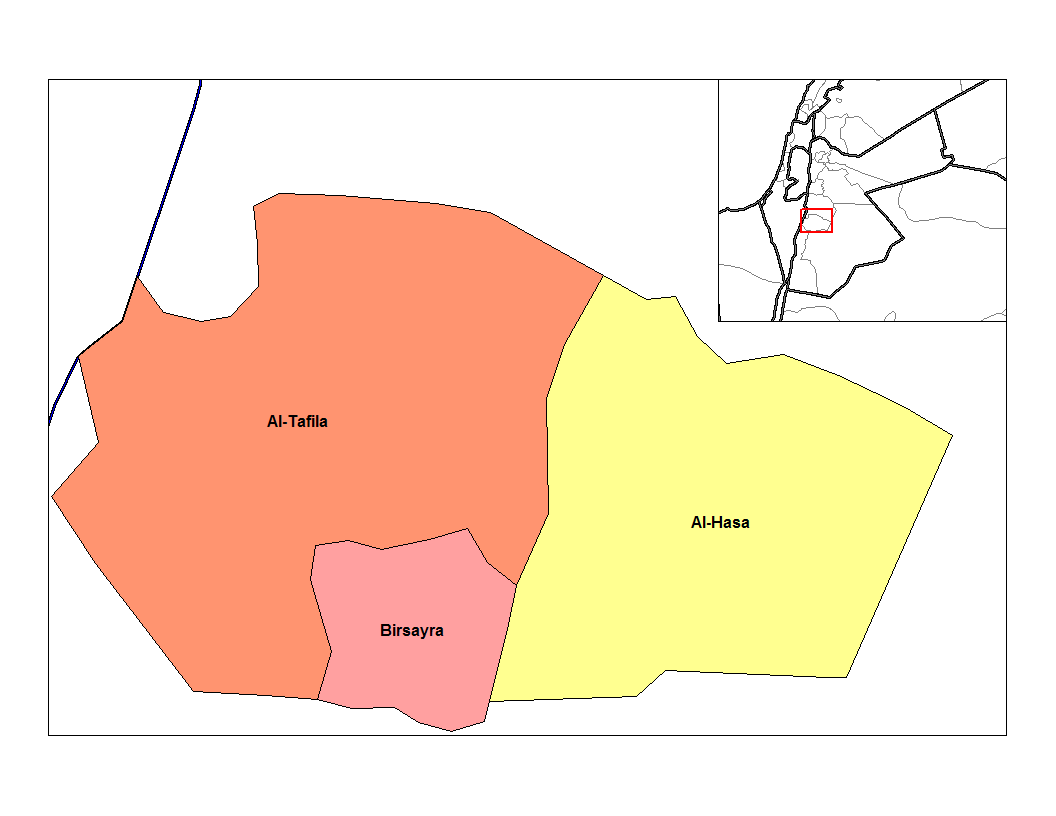
Les trois nahias du gouvernorat de Tafilah.

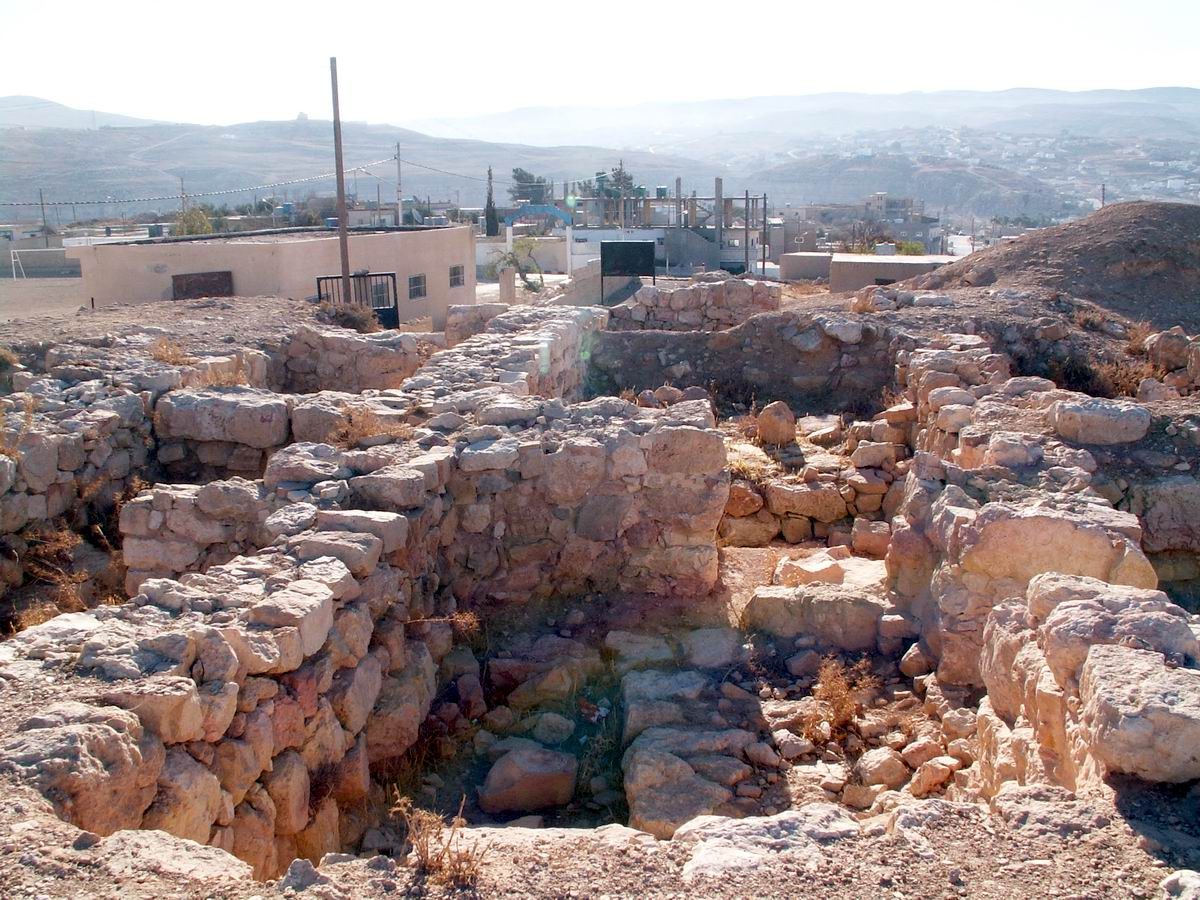
Les ruines de Busaira (aujourd'hui Bozrah), la capitale d'Édom